# Lansing (Kansas)
Lansing város az USA Kansas államában, Leavenworth megyében. A 2020-as népszámláláskor a város lakossága 11 239 fő volt.

## Népesség
A település népességének változása:
| Lakosok száma | 933  | 11 265 | 11 239 |
|               | 1880 | 2010   | 2020   |